# HGNC
| Sigles de 2 caractères   |
| Sigles de 3 caractères   |
| ► Sigles de 4 caractères |
| Sigles de 5 caractères   |
| Sigles de 6 caractères   |
| Sigles de 7 caractères   |
| Sigles de 8 caractères   |

HGNC est un sigle anglais signifiant HUGO Gene Nomenclature Committee.
Le Comité « HUGO » de nomenclature du gène (HGNC) approuve un nom unique et valable pour chaque gène humain connu, basé sur une requête d'experts. En plus d'un nom long, le HGNC attribue également une abréviation (appelée symbole) à chaque gène. Le HGNC fait partie de l'Organisation du génome humain (HUGO).
Le nom HUGO est lui-même le sigle de HUman Genome Organisation.

## Sources
- (en) Cet article est partiellement ou en totalité issu de l’article de Wikipédia en anglais intitulé « HUGO Gene Nomenclature Committee » (voir la liste des auteurs).